# 扎莫斯佳 (阿爾切夫斯克區)
48°34′18″N 39°4′10″E / 48.57167°N 39.06944°E
扎莫斯佳（烏克蘭語：Замостя）是位於烏克蘭東部的村莊，由盧甘斯克州阿爾切夫斯克區的濟莫希里亞市鎮負責管轄。該村始建於1951年，面積0.58平方公里，海拔高度53米，2001年人口181，人口密度每平方公里312.1人。